# Muro da vergonha

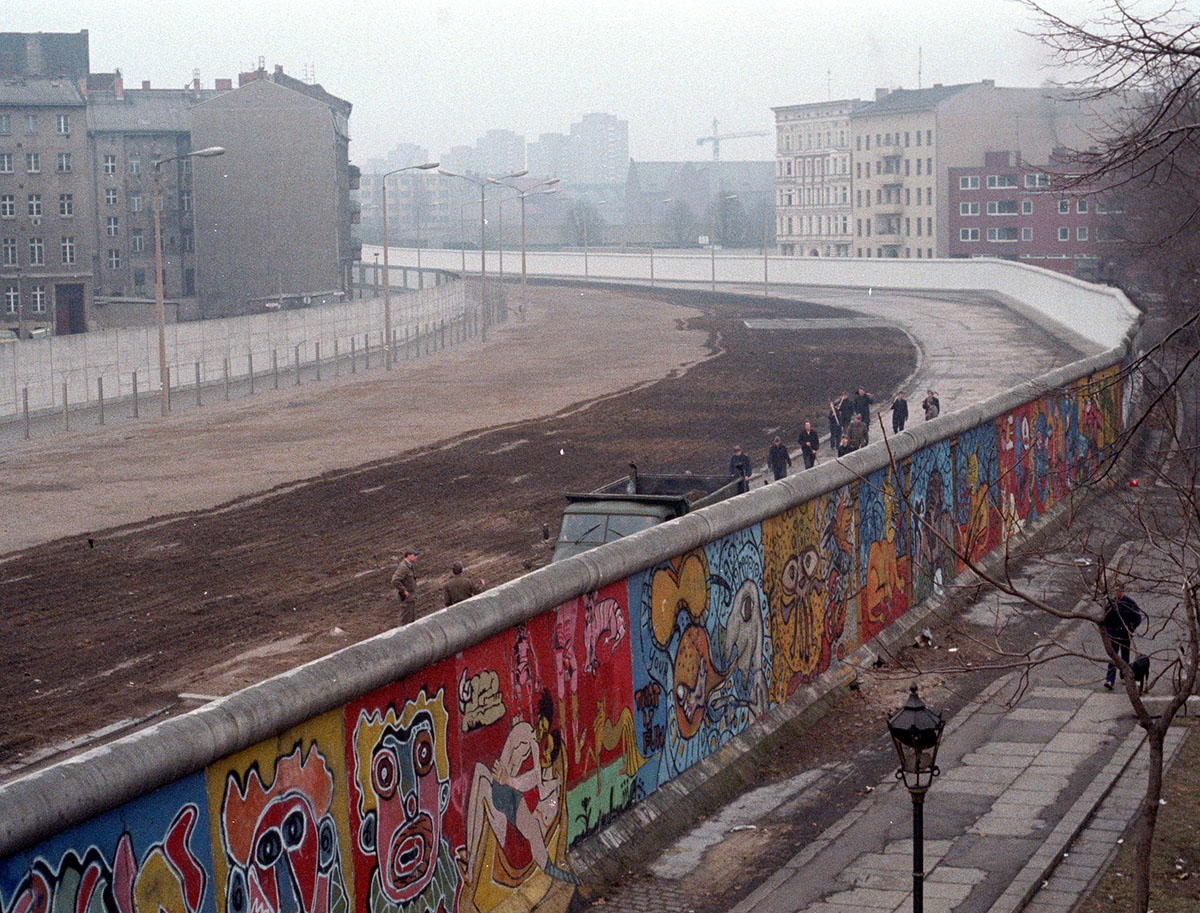
Muro de Berlim

"Muro da vergonha" (alemão: Schandmauer) é uma expressão mais comumente associada ao Muro de Berlim. Nesse contexto, foi cunhada por Willy Brandt e usada pelo governo de Berlim Ocidental tendo, posteriormente, sido popularizada no mundo de língua inglesa e em outros lugares desde o início dos anos 1960. Inspirado por seu uso em referência ao Muro de Berlim, o termo foi usado mais amplamente.
Por exemplo, o termo "Muro da Vergonha" pode ser aplicado a coisas, incluindo barreiras físicas (muros, cercas etc.) que servem para fins de separação desonrosos ou disputados (como o Muro de Berlim e o muro da fronteira americana com o México), quadros de avisos físicos e virtuais listam nomes ou imagens para fins de vergonha e até listas impressas (ou seja, paredes de texto com nomes de pessoas, empresas, etc., com a finalidade de envergonhá-las ou como um registro de constrangimento).[carece de fontes?]
Além disso, o "Muro da Vergonha" pode ser uma parte significativa na construção de um "Salão da Vergonha", embora, mais frequentemente, um "Muro da Vergonha" seja um monumento por si só (ou seja, um muro que não foi erguido como parte de qualquer empreendimento "Hall of Shame"). Mais recentemente, o termo "Muro da Vergonha" tem sido usado em referência à barreira Egito-Gaza, à barreira israelense na Cisjordânia, Muro fronteiriço Estados Unidos-México, Muro israelense na fronteira com a Palestina, Muro de Marrocos-Saara Ocidental, Muro de Ceuta, Muro de Melilla e ao Muro da Coreia.

## Muro de Berlim

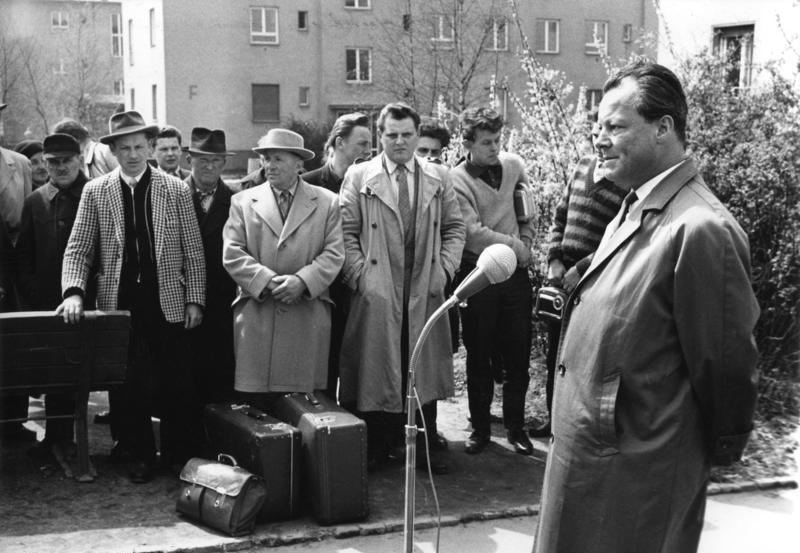
Willy Brandt cunhou o termo Muro da Vergonha em referência ao Muro de Berlim

O termo foi usado pelo governo de Berlim Ocidental para se referir ao Muro de Berlim, que cercava Berlim Ocidental e a separava de Berlim Oriental e da RDA. Em 1961, o governo da Alemanha Oriental nomeou o muro erguido como "Muro de Proteção Anti-Fascista", uma parte da fronteira interna da Alemanha. Muitos berlinenses, no entanto, o chamavam de "Schandmauer" ("Muro da Vergonha").
O termo foi cunhado pelo prefeito Willy Brandt. Fora da Alemanha, apareceu pela primeira vez como "Muro da Vergonha" em uma matéria de capa publicada pelo TIME em 1962, e o Presidente dos Estados Unidos John F. Kennedy usou o termo em sua Mensagem Anual ao Congresso dos Estados Unidos sobre o Estado da União, em 14 de janeiro de 1963.
Muitas vezes, os grafites eram pintados em pontos onde uma rua se cruzava com a parede, frequentemente lendo "Estrada bloqueada pelo Muro da Vergonha".[carece de fontes?]
O Muro de Berlim foi chamado de "Muro da Vergonha" em muitos contextos notáveis mais recentes, como:
- O artigo acadêmico, "A Invenção Democrática", de Mário Soares, ex-Primeiro Ministro e mais tarde Presidente de Portugal (1986-1996);[11]
- O discurso "Nossa Europa" de Jacques Chirac, Presidente da França, no Bundestag, em 27 de junho de 2000;[12]
- Um discurso em 2002 de Romano Prodi, primeiro ministro da Itália e ex-presidente da Comissão Europeia.[13]

## Na cultura japonesa
O uso mais antigo do termo, que é uma tradução de uma frase japonesa, pode ter sido por Ruth Benedict, em seu influente livro The Chrysanthemum and the Sword (1948), e outros antropólogos discutindo a cultura de vergonha e de honra do Japão.